# جون وليامز (حكم)
جون وليامز (بالإنجليزية: John Williams)‏ (و. 1937  م) هو حكم من المملكة المتحدة، وويلز.